# ماغي دي بلوك
ماغي سيلين لويز دي بلوك (مواليد 28 أبريل 1962) هي سياسية بلجيكية وعضو في الحزب الليبرالي الفلمندي المفتوح (في إل دي). حصلت في عامي 2013 و2014 على لقب السياسي الأكثر شعبية في مقاطعات الفلاندرز. وحصلت في فبراير عام 2015، على لقب السياسي الأكثر شعبية في بلجيكا، كونها السياسي الأكثر شعبية في المناطق الثلاث جميعًا. شغلت منصب وزيرة الشؤون الاجتماعية والصحة في حكومة ميشيل، وبعد تعديل وزاري أُجري في 9 ديسمبر عام 2018 بهدف منع الحكومة من الانهيار، استأنفت بالإضافة إلى ذلك الاضطلاع بمسؤولية اللجوء والهجرة.

## خلفية
ولدت دي بلوك في ميرشتم. درست الطب في الجامعة الحرة في بروكسل (في يو بي). وبعد ذلك أصبحت طبيبة عامة لمدة 25 عامًا. شقيقها، إدي دي بلوك، هو عمدة ميرشتم.

## الحياة السياسية
كانت ماغي دي بلوك عضوةً في مجلس النواب البلجيكي في المنطقة الانتخابية بروكسل هالي فيلفوردي منذ عام 1999 وحتى عام 2011.
أصبحت وزيرة الدولة لشؤون اللجوء والهجرة والاندماج الاجتماعي في حكومة دي روبو في ديسمبر عام 2011. وفي ديسمبر 2012، أصبحت نائبة رئيس حزب (في إل دي المفتوح). أصبحت فيما بعد وزيرة العدل المكلفة بشؤون اللجوء والهجرة والاندماج الاجتماعي ومكافحة الفقر في حكومة دي روبو في يوليو عام 2014.
انتُخبت في مارس عام 2013، امرأة العام من قبل قراء الصحيفة الناطقة بالفرنسية لا ليبرو بلجيك. وكانت السياسية الفلمنكية الأكثر شعبية في استطلاعات الرأي لعامي 2013 و2014، متقدمةً حينئذٍ على رئيس وزراء فلاندرز كريس بيترز.
أصبحت وزيرة الشؤون الاجتماعية والصحة في حكومة ميشيل التي شُكِّلت في أكتوبر عام 2014. عند أداء القسم، وصفت منصب الوزارة هذا بأنه كان «حلمها». قال النقاد إنها ليست مثالًا صحيحًا يحتذى به كوزيرة للصحة بسبب بدانتها، وقد أجبت قائلة «أعرف أنني لست عارضة أزياء، ولكن عليكم أن تنظروا إلى ما يوجد في الداخل لا إلى القشرة». شاركت وهي تشغل هذا المنصب في تنسيق استجابة دولة بلجيكا لوباء فيروس إيبولا في غرب إفريقيا.
أصبحت في عام 2015، السياسية الأكثر شعبية في مقاطعات فلاندرز ووالونيا وبروكسل - ما جعلها السياسية الأكثر شعبية في بلجيكا.
في سبتمبر 2018، قررت إدخال فكرة عبوات التبغ البسيطة على جميع منتجات التبغ في بلجيكا.
أُعلن في 9 ديسمبر 2018، أن دي بلوك أصبحت المسؤولة عن اللجوء والهجرة مجددًا، لتحل بذلك محل ثيو فرانكن. وكانت قد شغلت هذا المنصب في حكومة سابقة.
لقبها الرسمي منذ ذلك الحين هو وزيرة الشؤون الاجتماعية والصحة العامة وسياسة اللجوء والهجرة.